# Miki Miyamura
Miki Miyamura (jap. 宮村 美紀, Miyamura Miki; * 4. November 1985) ist eine ehemalige japanische Tennisspielerin.

## Karriere
Miyamura, die laut ITF-Profil Rasenplätze bevorzugt, bestreitet hauptsächlich Turniere auf dem ITF Women’s Circuit, bei denen sie bereits vier Einzel- und 20 Doppeltitel gewinnen konnte. Bei Grand-Slam-Turnieren kam sie erst einmal ins Hauptfeld; in der Doppelkonkurrenz der Australian Open verlor sie 2014 allerdings bereits ihre Erstrundenpartie.
Ihre besten Weltranglistenplatzierungen erreichte sie im April 2014 mit Rang 310 im Einzel und im Oktober 2013 mit Position 110 im Doppel.

## Turniersiege

### Einzel
| Nr. | Datum              | Turnier | Kategorie   | Belag             | Finalgegnerin         | Ergebnis |
| --- | ------------------ | ------- | ----------- | ----------------- | --------------------- | -------- |
| 1   | 22. Juni 2008      | Sutama  | ITF $10.000 | Sand              | Maki Arai             | 6:3, 6:3 |
| 2   | 17. Oktober 2009   | Pune    | ITF $10.000 | Hartplatz         | Élodie Rogge-Dietrich | 6:3, 6:3 |
| 3   | 21. März 2015      | Kofu    | ITF $10.000 | Hartplatz         | Aiko Yoshitomi        | 6:4, 6:2 |
| 4   | 10. September 2016 | Kyoto   | ITF $10.000 | Hartplatz (Halle) | Haruna Arakawa        | 6:1, 6:4 |

### Doppel
| Nr. | Datum              | Turnier            | Kategorie   | Belag             | Partnerin               | Finalgegnerinnen                          | Ergebnis          |
| --- | ------------------ | ------------------ | ----------- | ----------------- | ----------------------- | ----------------------------------------- | ----------------- |
| 1   | 2. September 2006  | Saitama            | ITF $10.000 | Hartplatz         | Cho Eun-hye             | Reina Ishihara Kana Okawa                 | 6:1, 1:6, 7:66    |
| 2   | 5. April 2008      | Obregón            | ITF $10.000 | Hartplatz         | Anne Yelsey             | Ana Clara Duarte Fernanda Hermenegildo    | 6:0, 6:1          |
| 3   | 8. Mai 2008        | Thiruvananthapuram | ITF $10.000 | Sand              | Yu Min-hwa              | Magda Okruaschwili Poojashree Venkatesha  | 7:66, 6:2         |
| 4   | 14. Juni 2008      | Tokio              | ITF $10.000 | Hartplatz         | Maya Kato               | Liu Wanting Zhao Yijing                   | 6:4, 6:2          |
| 5   | 18. September 2009 | Neu-Delhi          | ITF $10.000 | Hartplatz         | Moe Kawatoko            | Chae Kyung-yee Shin Jung-yoon             | 2:6, 6:2, [10:6]  |
| 6   | 25. September 2009 | Dehradun           | ITF $10.000 | Hartplatz         | Moe Kawatoko            | Keren Shlomo Poojashree Venkatesha        | 6:1, 6:3          |
| 7   | 10. Oktober 2009   | Noida              | ITF $10.000 | Hartplatz         | Moe Kawatoko            | Sanaa Bhambri Poojashree Venkatesha       | 6:1, 4:6, [10:5]  |
| 8   | 16. Oktober 2009   | Pune               | ITF $10.000 | Hartplatz         | Moe Kawatoko            | Sanaa Bhambri Rushmi Chakravarthi         | 6:0, 6:3          |
| 9   | 24. April 2010     | Mie                | ITF $10.000 | Teppich           | Yurina Koshino          | Miyabi Inoue Aiko Yoshitomi               | 6:4, 7:67         |
| 10  | 1. Mai 2010        | Ipswich            | ITF $25.000 | Sand              | Moe Kawatoko            | Isabella Holland Sally Peers              | 6:4, 4:6, [10:5]  |
| 11  | 25. Juni 2011      | Tarakan            | ITF $10.000 | Hartplatz (Halle) | Moe Kawatoko            | Jessy Rompies Grace Sari Ysidora          | 6:2, 7:5          |
| 12  | 26. Oktober 2012   | Hamamatsu          | ITF $25.000 | Rasen             | Shuko Aoyama            | Monique Adamczak Alexa Glatch             | 3:6, 6:4, [10:6]  |
| 13  | 25. April 2013     | Wenshan            | ITF $50.000 | Hartplatz         | Varatchaya Wongteanchai | Rika Fujiwara Junri Namigata              | 7:5, 6:3          |
| 14  | 13. September 2013 | Incheon            | ITF $25.000 | Hartplatz         | Akiko Omae              | Nicha Lertpitaksinchai Peangtarn Plipuech | 6:4, 6:76, [11:9] |
| 15  | 21. Februar 2014   | Salisbury          | ITF $15.000 | Hartplatz         | Misa Eguchi             | Jang Su-jeong Lee So-ra                   | 6:2, 6:2          |
| 16  | 18. Oktober 2014   | Makinohara         | ITF $25.000 | Rasen             | Tatjana Maria           | Makoto Ninomiya Mari Tanaka               | 6:3, 6:1          |
| 17  | 25. Oktober 2014   | Hamamatsu          | ITF $25.000 | Teppich           | Tatjana Maria           | Makoto Ninomiya Mari Tanaka               | 5:7, 6:2, [10:5]  |
| 18  | 7. Februar 2015    | Antalya            | ITF $10.000 | Sand              | Aiko Yoshitomi          | Vanda Lucacs Rebeka Stolmár               | 6:1, 7:64         |
| 19  | 12. September 2015 | Kyoto              | ITF $10.000 | Hartplatz (Halle) | Akari Inoue             | Hsu Ching-wen Lee Pei-chi                 | 6:3, 6:0          |
| 20  | 10. September 2016 | Kyoto              | ITF $10.000 | Hartplatz (Halle) | Rika Fujiwara           | Risa Hasegawa Midori Yamamoto             | 6:1, 6:2          |